# Žalm 7
Žalm 7 („Hospodine, Bože můj, k tobě se utíkám“) je biblický žalm. Žalm je nadepsán těmito slovy: „Tklivá píseň Davidova, kterou zpíval Hospodinu kvůli Benjamínci Kúšovi.“ Mnozí vykladači se shodují na tom, že se jedná o elegii, jež se týká konkrétní situace v Davidově životě. Někteří poukazují na souvislost s Benjamíncem Šimeím, který Davidovi veřejně zlořečil. Rabíni ovšem upozorňují na příbuznost hebrejského výrazu šigajon (שִׁגָּיוֹן), jenž je překládán jako „tklivá píseň“, s výrazem mišge (מִשׁגֶה), jenž znamená „pochybení“, a upozorňují na souvislost s Davidovým pochybením, kterého se dopustil tím, že v písni projevil radost nad pádem Benjamínce Saula, prvního izraelského krále. Raši naproti tomu tvrdí, že žalm se týká Jišbího Benóba, který se „na Davida obořil, aby jej za Saula potrestal.“

## Užití
Spis Šimuš Tehilim („Užití Žalmů“), jehož autorem je zřejmě židovský učenec Chaj Ga'on (939–1038), uvádí, že recitace 7. žalmu je prospěšná zvláště těm, kterým někdo způsobil nějaké příkoří, kteří potřebují zbavit se nepřátel nebo kteří jsou s někým v soudní při.